# 华夏中路站
华夏中路站位于中华人民共和国上海市浦东新区罗山路与华夏中路交叉口北侧，是上海地铁13号线与16号线的地铁换乘站。其中16号线部分于2014年12月28日开通，13号线部分于2018年12月30日开通。

## 车站構造
本站16号线采用高架三层岛式站台，二层为13号线换乘通道。13号线为地下双岛式站台，在两个站台之间有连接川杨河停车场的出入段线。
| 地上三层 |                    | █ 16号线 往龙阳路（终点站）      |  |  |
|          | 岛式站台，左侧开门 |                                  |  |  |
|          |                    | █ 16号线 往滴水湖（罗山路）      |  |  |
| 地上二层 | 16号线站厅         | 票务服务、自动售票机、人工服务台 |  |  |
| 地面层   | 出入口             | 1-4、6出入口                     |  |  |
| 地下一层 | 13号线站厅         | 票务服务、自动售票机、人工服务台 |  |  |
| 地下二层 |                    | █ 13号线 往金运路（莲溪路）      |  |  |
|          | 岛式站台，左侧开门 |                                  |  |  |
|          |                    | █ 13号线 存车线                  |  |  |
|          | 岛式站台，左侧开门 |                                  |  |  |
|          |                    | █ 13号线 往张江路（中科路）      |  |  |

## 出入口
华夏中路站目前开放5个出入口，其中1-2号口连通16号线站厅，3-4、6号口连通13号线站厅。13号线开通前，16号线设有3个出入口，原2号口现改造为与13号线的换乘通道与紧急出口，原3号口改为现2号口，各出入口如下所示：
| 出口编号            | 出口指示         | 照片            |
| 连通 16号线站厅     | 连通 16号线站厅  | 连通 16号线站厅 |
| ------------------- | ---------------- | --------------- |
| 1 · 出口 · （设有） | 罗山路           |                 |
| 2 · 出口 · （设有） | 罗山路           |                 |
| 连通 13号线站厅     |                  |                 |
| 3 · 出口            | 绿科路，罗山路   |                 |
| 4 · 出口 · （设有） | 绿科路，环业东路 |                 |
| 6 · 出口            | 绿科路，环业东路 |                 |
| 图例： 设有         |                  |                 |